# Эик-Тёнсберг
«Эик-Тёнсберг» (норв. Eik Idrettsforening Tønsberg) — норвежский футбольный клуб из города Тёнсберг. В настоящий момент он выступает в Четвёртом дивизионе, пятом по силе дивизионе страны.
Клуб был основан 14 марта 1928 года.
«Эик-Тёнсберг» играет свои домашние матчи на стадионе Эйкбанен в Тёнсберге.
В 1982 году клуб добился продвижения в главную норвежскую футбольную лигу. В 1983 году «Эик-Тёнсберг» занял 5-е место, а в 1985 году клуб покинул элитный дивизион.